# Alex Eskin
Alexander „Alex“ Eskin, russisch Алексей Олегович Еськин, Transkription Alexei Olegowitsch Jeskin, (* 19. Mai 1965 in Moskau) ist ein russischstämmiger US-amerikanischer Mathematiker, der sich mit geometrischer Gruppentheorie, Ergodentheorie und dynamischen Systemen (Billards), Lie-Gruppen mit Anwendungen in der Zahlentheorie beschäftigt.
Er studierte Mathematik an der University of California, Los Angeles (Bachelorabschluss 1986), danach Physik bis 1989 am Massachusetts Institute of Technology. 1991 studierte er weiter Mathematik an der Stanford University und promovierte 1993 an der Princeton University bei Peter Sarnak (Counting lattice points on homogeneous varieties). 1993/94 arbeitete er als Postdoc am Institute for Advanced Study. Danach wirkte er an der University of Chicago, zunächst als Dickson Instructor, ab 1997 als Associate Professor und ab 1999 als Professor.
Er beschäftigte sich unter anderem mit der Dynamik und Geometrie von Teichmüllerräumen, geometrischer Gruppentheorie, Ergodentheorie in Lie-Gruppen und Billards in rationalen Polygonen.
1992/93 war er Sloan Research Fellow und 1997 bis 2002 Packard Fellow. 2007 erhielt er den Clay Research Award, insbesondere für gemeinsame Arbeiten mit David Fisher and Kevin Whyte, die die Starrheit von Gruppen zeigte, die quasi-isometrisch zur dreidimensionalen auflösbaren Lie-Gruppe Sol sind. 2010 war er Invited Speaker auf dem Internationalen Mathematikerkongress in Hyderabad (Quasi-isometric rigidity of solvable groups mit David Fisher) und 1998 in Berlin (Counting problems and semisimple groups). Er ist Fellow der American Mathematical Society, 2011 wurde er in die American Academy of Arts and Sciences gewählt, 2015 in die National Academy of Sciences. Für 2020 wurde ihm der Breakthrough Prize in Mathematics zugesprochen. Er erhielt ihn für den Beweis des magic wand theorems mit der verstorbenen Maryam Mirzakhani aus der Dynamik von Modulräumen abelscher Differentiale.

## Werke (Auswahl)
- mit Curtis McMullen: Mixing, counting, and equidistribution in Lie groups. Duke Math. J. 71 (1993), no. 1, 181–209.
- mit Shahar Mozes, Nimish Shah: Unipotent flows and counting lattice points on homogeneous varieties. Ann. of Math. (2) 143 (1996), no. 2, 253–299.
- Quasi-isometric rigidity of nonuniform lattices in higher rank symmetric spaces. J. Amer. Math. Soc. 11 (1998), no. 2, 321–361.
- mit Grigori Margulis, Shahar Mozes: Upper bounds and asymptotics in a quantitative version of the Oppenheim conjecture. Ann. of Math. (2) 147 (1998), no. 1, 93–141.
- mit Andrei Okounkov: Asymptotics of numbers of branched coverings of a torus and volumes of moduli spaces of holomorphic differentials. Invent. Math. 145 (2001), no. 1, 59–103.
- mit Howard Masur, Anton Zorich: Moduli spaces of abelian differentials: the principal boundary, counting problems, and the Siegel-Veech constants. Publ. Math. Inst. Hautes Études Sci. No. 97 (2003), 61–179.
- mit David Fisher:  Quasi-isometric rigidity of solvable groups. Proceedings of the International Congress of Mathematicians. Volume III, 1185–1208, Hindustan Book Agency, New Delhi, 2010.
- mit David Fisher, Kevin Whyte: Coarse differentiation of quasi-isometries I: Spaces not quasi-isometric to Cayley graphs. Ann. of Math. (2) 176 (2012), no. 1, 221–260. II: Rigidity for Sol and lamplighter groups. Ann. of Math. (2) 177 (2013), no. 3, 869–910.
- mit Maxim Kontsevich, Anton Zorich: Sum of Lyapunov exponents of the Hodge bundle with respect to the Teichmüller geodesic flow. Publ. Math. Inst. Hautes Études Sci. 120 (2014), 207–333.
- mit Maryam Mirzakhani: Invariant and stationary measures for the SL(2,R) action on Moduli space., Publ. Math. IHES, Band 127, 2018, S. 95–324, Arxiv
- mit Simion Filip, Alex Wright: The algebraic hull of the Kontsevich–Zorich cocycle, Annals of Mathematics, Band 188, 2018, S. 281–313